# Cochlearium

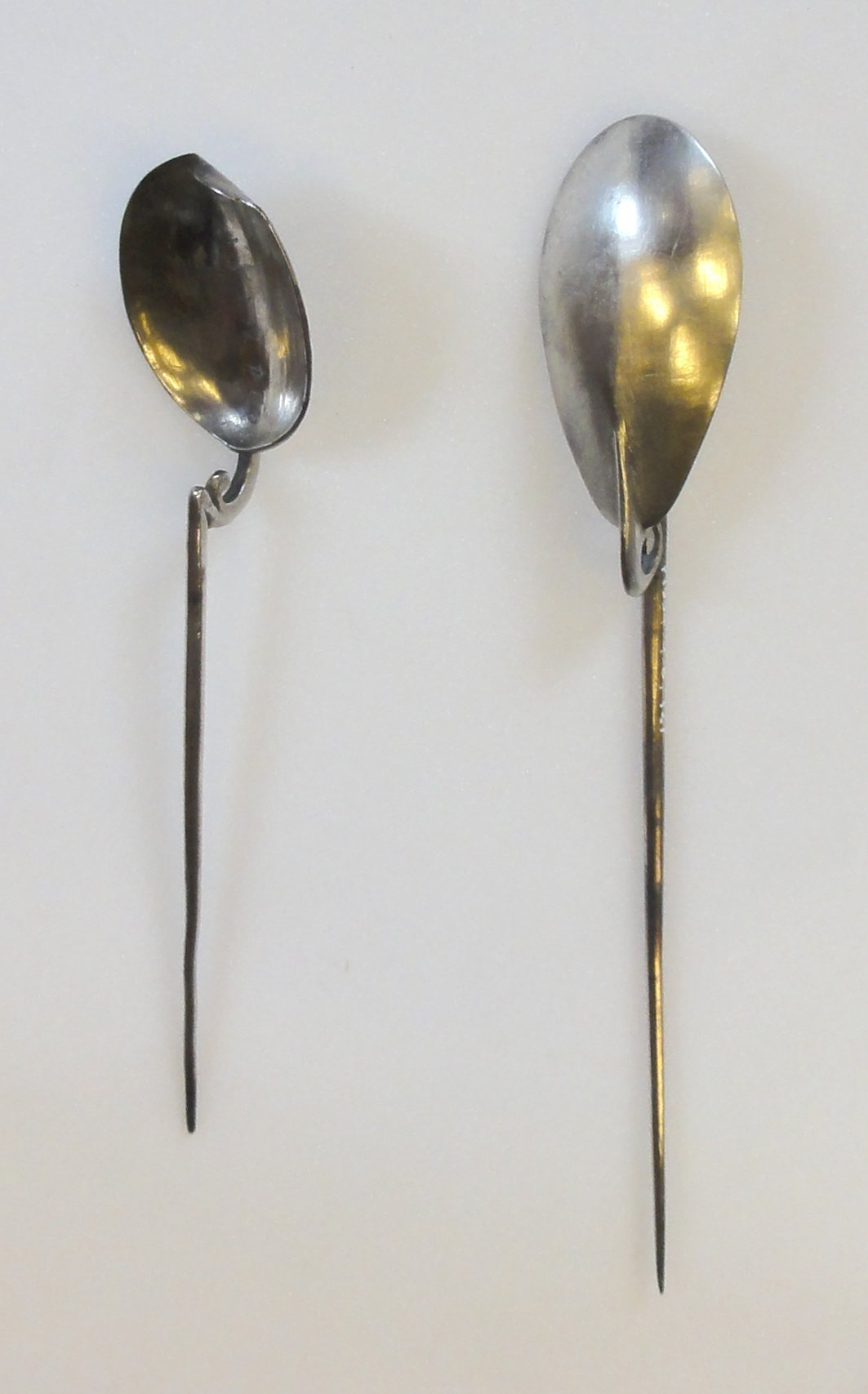
Dwa srebrne cochlearia ze skarbu z Hoxne

Cochlearium (lm cochlearia) – mała rzymska łyżka z długim uchwytem.
Znaleziono je w kilku miejscach we Włoszech. Używane w IV-V wieku n.e.